# Lucania interioris
Lucania interioris är en fiskart som beskrevs av Hubbs och Miller, 1965. Lucania interioris ingår i släktet Lucania, och familjen Fundulidae. Internationella naturvårdsunionen (IUCN) kategoriserar arten globalt som akut hotad. Inga underarter finns listade i Catalogue of Life.